# 小行星113949
小行星113949（113949 Bahcall）是一颗绕太阳运转的小行星，为主小行星带小行星。该小行星于2002年10月20日发现。
該小行星以美國天體物理學家約翰·巴考爾命名。

## 轨道参数
小行星113949的轨道半长轴为469 922 712 km，3.1411946 UA，离心率为0.175。